# Nanny McPhee és a nagy bumm
A Nanny McPhee és a nagy bumm (Nanny McPhee and the Big Bang, illetve Nanny McPhee Returns) 2010-ben készült és bemutatott angol-francia családi vígjáték, a Nanny McPhee – A varázsdada 2006-ban bemutatott film folytatása. Főszereplője és forgatókönyvírója – csakúgy mint az első részben – az Oscar-díjas Emma Thompson.

## Történet
A történet a második világháború idején játszódik, amikor Nanny McPhee (Emma Thompson) egy olyan családba érkezik, ahol a családi farm tulajdonosa Mrs. Green (Maggie Gyllenhaal) akinek a farm feladatai mellett a falusi kisbolt működését, valamint rakoncátlan gyerekeit (Asa Butterfield, Lil Woods és Oscar Steer) is felügyelnie kell, miközben férje (Ewan McGregor) a háborúban harcol. Amennyiben ez még nem lenne elég, a háborús állapot miatt megérkeznek a gyermekek elkényeztetett londoni unokatestvérei (Eros Vlahos és Rosie Taylor-Ritson), akik még több galibát okoznak. A farmot ráadásul a sógor meg akarja kaparintani, adósságai rendezésére.
Ebbe akaotikus állapotba érkezik meg Nanny McPhee és kezdetét veszi a humorban és varázslatban bővelkedő nevelősdi.
A történetben dramaturgiai szerepük van még az alábbiaknak: fára mászó, repülő és szinkronúszást bemutató malacok, kis elefánt, motorkerékpár, fekete madár (valószínűleg csóka vagy varjú akire Nanny McPhee haragszik torkossága miatt), és egy fel nem robbant bomba.

## Szereposztás
| Szerep                   | Színész             | Magyar hangja (1. szinkron, 2006) |
| ------------------------ | ------------------- | --------------------------------- |
| Nanny McPhee             | Emma Thompson       | Kovács Nóra                       |
| Mrs Isabel Green         | Maggie Gyllenhaal   | Németh Borbála                    |
| Vincent Green            | Oscar Steer         | Straub Norbert                    |
| Norman Green             | Asa Butterfield     | Bogdán Gergő                      |
| Megsie Green             | Lil Woods           | Hermann Lilla                     |
| Cyril Gray               | Eros Vlahos         | Ducsai Ábel                       |
| Celia Gray               | Rosie Taylor-Ritson | Győriványi Laura                  |
| Blenkinsop, sofőr        | Daniel Mays         | ?                                 |
| Phil Green / Phil bácsi  | Rhys Ifans          | Schnell Ádám                      |
| Mrs. Agatha Rose Doherty | Maggie Smith        | Kassai Ilona                      |
| Miss Turvey              | Katy Brand          | ?                                 |
| Miss Topsey              | Sinead Matthews     | ?                                 |
| Macreadie farmer         | Bill Bailey         | ?                                 |
| Mr. Rory Green           | Ewan McGregor       | Anger Zsolt                       |
| Mr. Algernon Doherty     | Sam Kelly           | ?                                 |
| Ralph Jeffreys őrmester  | Nonso Anozie        | ?                                 |
| Lord Gray                | Ralph Fiennes       | Forgács Péter                     |

## Bevételi adatok
A film első bemutatója 2010. március 24-én volt Hollandiában. 2010. május 23-ig további 21 országban mutatták be, amelyekből összesen 53 400 000 dollár bevételt hozott. Az Egyesült Államokban 2010. augusztus 20-án mutatták be.

## Kritika és fogadtatás
A Rotten Tomatoes kritikusai 89%-ra értékelték a filmet 28 kritika alapján.

## Külső hivatkozások
- Régebbi hivatalos oldal
- Hivatalos oldal
- Nanny McPhee és a nagy bumm a PORT.hu-n (magyarul)
- Nanny McPhee és a nagy bumm az Internetes Szinkronadatbázisban (magyarul)
- Nanny McPhee és a nagy bumm az Internet Movie Database-ben (angolul)
- Nanny McPhee és a nagy bumm a Rotten Tomatoeson (angolul)
- Nanny McPhee és a nagy bumm a Box Office Mojón (angolul)